# Cal Lloberes (Cervera)
Cal Lloberes és una obra de Cervera (Segarra) protegida com a Bé Cultural d'Interès Local.

## Descripció
Situat al carrer Major, eix vertebrador del nucli antic del municipi. Casa entre mitgeres, que consta de planta baixa, dues plantes i golfes. Estructurada verticalment per dos eixos d'obertures, la façana presenta dos paraments distints: de pedra a la planta baixa -on s'obren dues portes d'arc rebaixat (la més estreta en correspondència amb la caixa d'escala)- i arrebossat a la de la façana. A la primera planta trobem dues grans obertures cobertes amb llinda plana i amb carreus remarcats a tot el volt, que al seu torn estan unides per una balconada. Les obertures del segon pis són menors i tenen un balcó cada una, així com la llinda i els brancals definits per la presència de carreus. Finalment, la zona de golfes es tradueix a l'exterior per dos òculs el·líptics, com ja va essent habitual en els edificis construïts o reformats al segle xviii, conseqüència de la influència estilística de la Universitat de Cervera.